# Forcipomyia sagittarius
Forcipomyia sagittarius är en tvåvingeart som beskrevs av Debenham och Wirth 1984. Forcipomyia sagittarius ingår i släktet Forcipomyia och familjen svidknott. Inga underarter finns listade i Catalogue of Life.